# デパートメントH
デパートメントH（Department H）はマーベル・ユニバースに存在する架空の組織。

## 歴史
それはカナダ国防省の一部門であり、アルファフライトの新人募集、食糧の供給、管理、および配備の権限を持っていた。
それは、多くのミュータントとスーパーヒューマンを3つの「フライト」プログラムに参加させて、カナダ防衛のために戦わせた。最初の段階ではガンマフライトと呼ばれるトレーニングチームであり、そこで、メンバーは彼らがアルファフライトの第一のチームに加わる前に、先進のトレーニングを受けたベータフライトとして知られている移行チームへ移動する。
デパートメントはハルハウスと呼ばれる孤児院とつながりがあることが知られ、過去にそこから超人的なエージェントを加入させていた。
その超人資源の他に、デパートメントHはハイテク武器とアーマーで装備しているEpsilonsと呼ばれる兵士を利用する。

## スタッフと従業員
- ベータフライト[1]
  - Flinch (Toby Wood)
  - Ghost Girl (Lilli Stephens)
  - Ouija (William "Bill" Astin)
  - Murmur (Arlette Truffant)
  - Radius (Jared Corbo)
  - Flex (Adrian Corbo)
  - Manbot (Bernie Lachenay)
  - James MacDonald Hudson (Vindicator synthoid)
- General Jeremy Beau Clarke (Head of Development and Deployment)[2] - デパートメントHの放射性コアを非活性化するのを試みて死亡した模様[3]。
- Director X[4]
- Holland Gentry (Head of Development and Deployment/Head of Operations)[5] - カナダの首相の義理の兄弟。クラーク将軍の跡を継ぐ。
- Dr. Myra Haddock (Director of Prometheus Project)[6] - 改造されたプロメテウス・ピット
- Cory Hames (Mr Gentryの個人的補佐人)[5]
- Hull House[7]
  - Celine De La Salle (Headmistress)
  - Richard Proctor (Coordinator)
  - Puck (Eugene Judd)
  - Flex (Adrian Corbo)
  - Ghost Girl (Lilli Stephens)
  - Radius (Jared Corbo)
- Dr. Horatio Huxley (former head of Helios Project)[6] - Gentryによって首になった以後は、S.H.I.E.L.D.で働く。
- Dr. Kelsey Mobius
- Lt. Linderman Oculus (Monitor Division Director)[6]
- Richard Proctor (Coordinator of Hull House)[6]
- Ko Bin Su (Chief Engineer)[6]
- Warwick Jamieson[8]

## 他のバージョン

### ミレニアル・ヴィジョンズ
別の未来では、デパートメントHはまだアルファー・フライトを壊滅させるのを試みている政府機関として現れる。この地球はアース1041である。

## 他のメディア

### テレビ
- デパートメントHは『X-MEN』のエピソード「Repo Man」で登場する。Chasen司令官（デパートメントHのヘッド）、ヴィンディケーター、およびヘザー・ハドソンがウルヴァリンをアルファフライトのメンバーとして雇うことをフラッシュバックした。ウルヴァリンは、自分に行われたアダマンチウム接着実験の原因を見つけることと引き換えにそれらに加わると彼らに言った。現在、デパートメントHは、ウルヴァリンがアルファフライトに再加入するのを見込してカナダに呼び戻し、どのようにしてアダマンチウムを埋め込む実験を生き残ったかを教えた。パックとスノウバードは彼らを見張って、他のアルファフライトのメンバーに知らせた。アルファフライトは結局、デパートメントHのセキュリティアンドロイドと戦った。

### 映画
- デパートメントHはハルクVSのウルヴァリンのパートで特集された。 彼らは、ハルクを探すためにウルヴァリンを送る。